# 伍德亞德維爾 (阿肯色州)
伍德亞德維爾（英語：Woodyardville）是位於美國阿肯色州普拉斯基縣的一個非建制地區。該地的面積和人口皆未知。

## 地理
伍德亞德維爾的座標為34°39′56″N 92°16′12″W / 34.66556°N 92.27000°W，而該地的平均海拔高度為88米（即289英尺）。